# قانون الصحة العامة
يُركز قانون الصحة العامة على المسائل القانونية فيما يتعلق بالممارسة الصحية العامة وعلى تأثيرات الصحة العامة الناتجة عن الممارسة القانونية. وفي شكله القانوني، يتضمن قانون الصحة العامة ثلاثة حقول أساسية من الممارسة : السلطة الشُرطية، الوقاية من الإصابات والأمراض، و قانون السكان.

## السلطة الشرطية
تقوم الوكالات الحكومية بتوظيف هذه المساحات الدائمة. ويُعتبر الإرهاب البيولوجي أحد مواطن التركيز المتنامية لهذه المساحة الممارَسة. فقد قام محامو الصحة العامة بالعمل على خلق نموذج لمشروع سلطات الطوارئ الصحية في الولاية، بالإضافة إلى نموذج مشروع الصحة العامة في الولاية.

## الوقاية من الإصابات والأمراض
يتم في هذه المساحة الواسعة من قانون الصحة العامة تطبيق أدوات قانونية لمشاكل الصحة العامة المرتبطة بالأمراض والإصابات. حيث يقوم الاختصاصيون الممارسون بتطبيق التشريع، التنظيم، المقاضاة (مقاضاة خاصة) و القانون الدولي في مشاكل الصحة العامة باستخدام القانون كأداة للصحة العامة. مثال جيد على ذلك هو مقاضاة شركات التبغ في الولايات المتحدة الأمريكية.

## قانون السكان
يُعتبر التحليل القانوني المبني على السكان الأساس النظري لقانون الصحة العامة.كما يُعد قانون السكان أرضية عمل حديثة نسبياً في التشريع الذي يسعى لتحليل مشاكل قانونية باستخدام أدوات علم الوبائيات. ويمكن تطبيق التحليل القانوني المبني على السكان في المشاكل الصحية العامة التقليدية، إلا أنّ له تطبيق أيضاً في القانون البيئي، مَنطقَة الأراضي، الإثبات، الضرر المعقّد.

## بحث قانون الصحة العامة
في العام 2009، تمّ إنشاء برنامج بحث قانون الصحة العامة (PHLR) في جامعة تيمبل، وذلك لتعزيز حلول سياسية وقانونية ومنظمة وفعالة لتحسين الصحة العامة. حيث تمّ تمويل هذا البرنامج من قبل مؤسسة روبرت وود جونسون. لقد نادى المحامون دوماً بالمبدأ القائل بأنّ صحة الناس هي القانون الأعلى. غير أنه في الواقع المممارس، غير أنّ مهمة جعل القانون يخدم الصحة العامة حقاً هو تحد ٍدائم.برنامج PHLR هو أساس مُثبت لهذه الجهود. ومن خلال دراسات صنع السياسات يعرّف PHLR القوى التي تُشكّل سياسة الصحة العامة واستراتيجيات التغيير السياسي الفعال.
ومن خلال دراسات مخططة بتفصيل، تمّ توضيح ما تم ّ انجازه، وبالتالي نوع التصرف الممكن لمختلف الوحدات الحكومية اتخاذه. ومن خلال الدراسات التطبيقية، يتم التزود بالمعلومات حول مدى أفضلية ضمانة لأن تصبح «القوانين الموجودة في الكتب قوانين فعالة في الشوارع». ومن خلال الدراسات التدخلية، يتم تحديد أكثر الاعتبارات القانونية فعالية في تحسين البيئات الصحية، السلوكيات، والمخرجات، وفي تعريف التأثيرات السيئة للجانب القانوني. أخيراً، ومن خلال دراسات آلية العمل، يتم إخبارنا عن أسباب تأثيرات هذه القوانين، وعن ماهية الآليات الواقعة تحت تصرّفنا من أجل تحسين فعالية التدخلات القانونية.